# Vinslövs landskommun
Vinslövs landskommun var en tidigare kommun i dåvarande Kristianstads län.

## Administrativ historik
I Vinslövs socken inrättades denna landskommun när 1862 års kommunalförordningar trädde i kraft.
Den 30 december 1898 inrättades ett municipalsamhälle med namnet Vinslövs municipalsamhälle, som 1934 bröts ut ur kommunen för att bilda Vinslövs köping.
Den 1 januari 1958 överflyttades till köpingen ett obebott område från landskommunen.
Vid kommunreformen 1952 bildade den storkommun tillsammans med tidigare kommunerna Gumlösa, Nävlinge och Sörby.
Då enhetlig kommuntyp infördes 1971 erhöll landskommunen namnet Vinslövs kommun, medan köpingen kallades Vinslövs centralkommun.
Kommunen fanns kvar till 1974 då dess område gick upp Hässleholms kommun.
Kommunkoden var 1132.

### Kyrklig tillhörighet
I kyrkligt hänseende tillhörde kommunen Vinslövs församling. Den 1 januari 1952 tillkom församlingarna Gumlösa, Nävlinge och Sörby.

## Heraldiskt vapen
Blasonering: I rött fält en åttauddig stjärna av silver. 
Vapnet antogs den 28 februari 1956 men fastställdes inte av Kungl. Maj:t. Åttauddiga stjärnan kommer från Vinslövs sockens sigill från 1787.

## Geografi
Vinslövs landskommun omfattade den 1 januari 1952 en areal av 150,41 km², varav 149,55 km² land.

### Tätorter i kommunen 1960
I Vinslövs landskommun fanns del av tätorten Vinslöva, som hade 251 invånare i kommunen den 1 november 1960. Tätortsgraden i kommunen var då 9,3 procent.

## Politik

### Mandatfördelning i valen 1938-1970
| 9 | 11 |

| 20 |

| 8 | 5 | 4 | 3 |

| 20 |

| 6 | 6 | 5 | 3 |

| 20 |

| 11 | 12 | 8 | 4 |

| 34 |

| 11 | 11 | 8 | 5 |

| 33 |

| 10 | 12 | 6 | 7 |

| 33 |

| 12 | 12 | 7 | 4 |

| 32 |

| 10 | 14 | 6 | 5 |

| 33 |

| 10 | 14 | 6 | 5 |

| 32 |